# Monastère de Divša
Le monastère de Divša (en serbe cyrillique : Манастир Дивша ; en serbe latin : Manastir Divša) est un monastère orthodoxe serbe situé en Voïvodine, situé entre les villages de Vizić et Divoš, sur le territoire de la ville de Sremska Mitrovica. Il est un des 16 monastères de la Fruška gora, dans la région de Syrmie. Il dépend de l'éparchie de Syrmie et figure sur la liste des monuments culturels d'importance exceptionnelle de la république de Serbie (identifiant no SK 1033).
Le monastère de Divša a probablement été construit par le despote serbe Jovan Branković à la fin du XVe siècle. En revanche, les premiers documents le mentionnant datent de la seconde moitié du XVIe siècle.
L'église du monastère est dédiée à saint Nicolas.

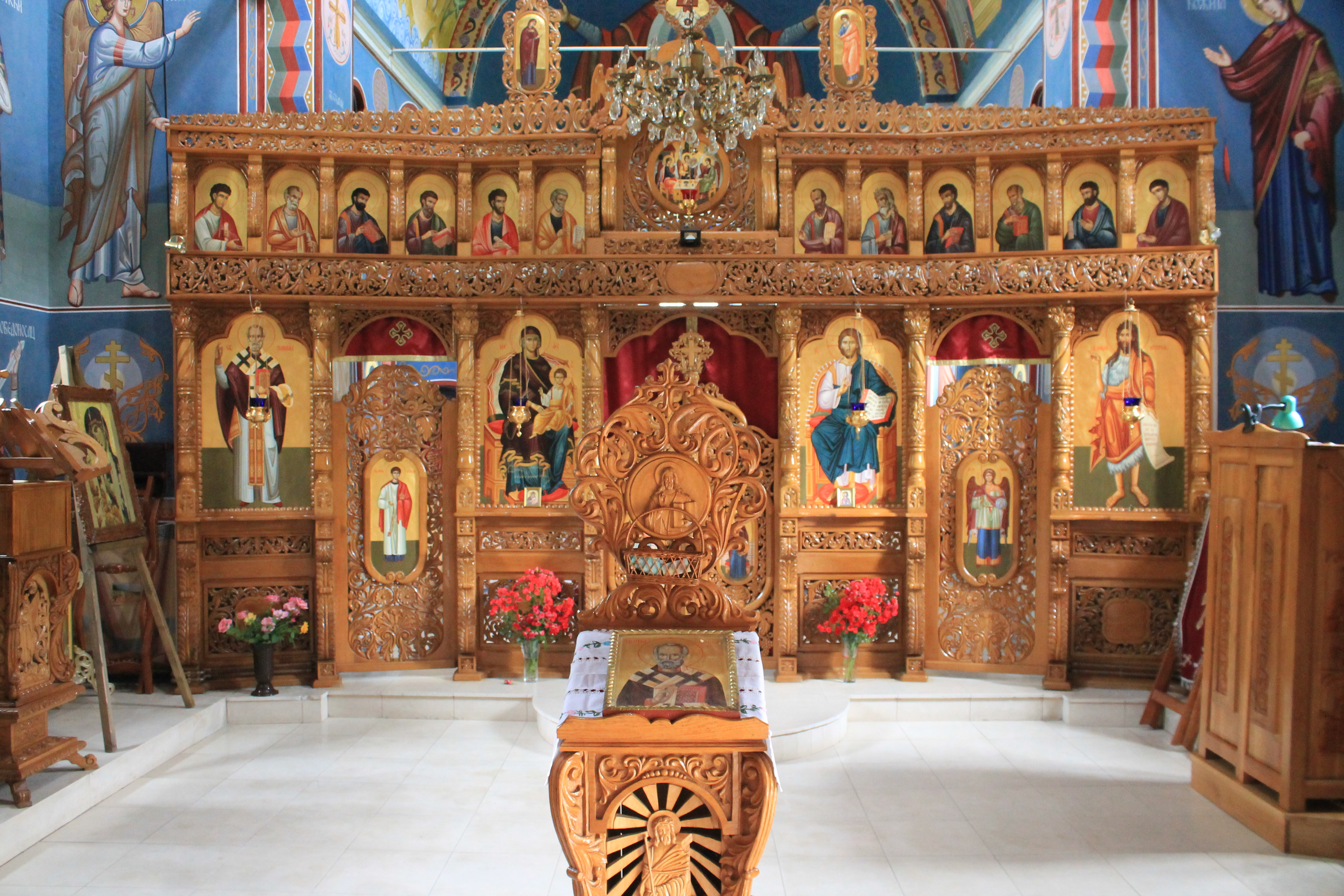
L'iconostase de l'église.